# Autochloris flavicosta
Autochloris flavicosta är en fjärilsart som beskrevs av Rothschild 1931. Autochloris flavicosta ingår i släktet Autochloris och familjen björnspinnare. Inga underarter finns listade i Catalogue of Life.